# Chadian (köpinghuvudort i Kina, Hubei Sheng, lat 32,74, long 110,84)
Chadian (kinesiska: 茶店, 茶店镇) är en köpinghuvudort i Kina. Den ligger i provinsen Hubei, i den centrala delen av landet, omkring 400 kilometer nordväst om provinshuvudstaden Wuhan. Antalet invånare är 27 022. Befolkningen består av 12 333 kvinnor och 14 689 män. Barn under 15 år utgör 12,0 %, vuxna 15-64 år 80 %, och äldre över 65 år 6,0 %.
Runt Chadian är det tätbefolkat, med 591 invånare per kvadratkilometer. Närmaste större samhälle är Shiyan, 11,8 km sydväst om Chadian. I omgivningarna runt Chadian växer i huvudsak blandskog.
Genomsnittlig årsnederbörd är 964 millimeter. Den regnigaste månaden är augusti, med i genomsnitt 166 mm nederbörd, och den torraste är december, med 8 mm nederbörd.